# Фенметразин
Фенметразин (прелюдин, PAL-592) — стимулирующее лекарство, производное морфолина. В прошлом использовался как препарат для подавления аппетита, но затем был изъят из продажи. Первоначально он был заменён аналогом — фендиметразином, который действует как пролекарство фенметразина, но в настоящее время препарат редко выписывается из-за опасений злоупотребления и зависимости.

## История
Фенметразин был впервые запатентован в Германии в 1952 году компанией Boehringer Ingelheim с некоторыми фармакологическими данными, опубликованными в 1954 году. Препарат был результатом поиска Томэ и Вика по поиску подавляющего аппетит средства без побочных эффектов, свойственных амфетаминам. Фенметразин был введён в клиническую практику в 1954 году в Европе.

## Использование в медицине
Фенметразин не вызывает такого сильного возбуждения, эйфорию и бессонницу, как препараты класса амфетаминов. Также не вызывает такого повышения частоты сердечных сокращений. В связи с относительным отсутствием побочных эффектов, одно исследование показало, что он хорошо переносится детьми. В исследовании эффективности на потерю веса между фенметразином и декстроамфетамином фенметразин оказался немного более эффективным.

## Фармакодинамика
По данным ресурса Drugbank, фенметразин является ингибитором натрий-зависимого норадреналинового и дофаминового транспортеров, т. е. является препаратом класса селективных ингибиторов обратного захвата норадреналина и дофамина (СИОЗНиД). Однако под результатам электрофизиологических исследований по состоянию на 2016 год, фенметразин выступает в роли субстрата натрий-зависимого дофаминового транспортета (ДАТ), что роднит его с классом амфетаминоподобных соединений, у которых механизм повышения дофамина в синаптической щели происходит не за счёт ингибирования транспортёра моноаминов, как у селективных ингибиторов, а за счёт обращения работы транспортёра вспять, т. е. выкачивания моноаминов из цитоплазмы. Таким образом, фенметразин является релизером (агентом, стимулирующим высвобождение).

## Рекреационное использование
Фенметразин использовался в рекреационных целях во многих странах.
Препарат использовался рок-группой The Beatles в начале их карьеры. Пол Маккартни — один из известных потребителей этого лекарства в рекреационных целях.

## Правовой статус
Фенметразин был классифицирован как наркотик в Швеции в 1959 году, и был полностью изъят с рынка в 1965 году.
В России препарат внесён в список II психотропных веществ.